# Ward Lernout
Ward Lernout es un pintor belga, nacido en Geluwe (Flandes Occidental) el 3 de mayo de 1931.

## Biografía
El pintor flamenco Ward Lernout, nació en Flandes Occidental (Bélgica) en 1931 y vivió en África de 1954 a 1960; desde entonces reside en Tervuren, cerca de Bruselas. Cursó estudios de Pintura en Bellas Artes en la Academia Municipal de Menen. Su primera exposición, tuvo lugar en 1959 en Mbandaka (Congo).

## Crítica de su obra
"El lustre de sus colores puros subraya la riqueza de los fondos, sobre los cuales se apoyan sus creaciones elaboradas, pero nunca ilegibles." Anita Nardon, A.I.C.A. - 1996
"Ward Lernout establece un lazo entre pasado y presente, al igual que su estilo, su exacerbada sensibilidad de límpidos colores, confieren un presente rejuvenecido a una tradición de pintura-amor, en torno a un medio ambiente en plena mutación, más en el cual la naturaleza conserva, aunque transformada, el encanto de su perenne belleza." Wim Toebosch, A.I.C.A. - 1991

## Exposiciones
Desde 1979 hasta ahora : Pro Arte Cristiana Vaalbeek, Faculty Club Lovania, Galerie Tragt y AWW Amberes, Alumni y Galerie Zinzen Bruselas, Gulpen (Holanda), Musée Royal d'Afrique Centrale Tervuren, Werl (Alemania), Centre d'Art du Paradou (Les Baux, Francia), Casa de Cultura (Pozuelo de Alarcón, Madrid), Le Roc d'Art (Charleroi), Galeries Beukenhof Kluisbergen... 
Entre 1959 y 1978 : Mbandaka (Congo), Wezembeek-Oppem, Bruselas, Diest, Mechelen... 
Con su cuñado, el pintor Mon Camelbeke : Kortrijk, Waregem, Sint-Niklaas, BRT Bruselas. 

## Premios y selecciones
- 2001 - Seleccionado para la exposición "Im Zeichen der Ebene und des Himmels", organizada por las "Colonias de pueblos artísticos en Europa" - Nürnberg, Alemania.
- 1999 - Incluido en el portafolios "Litografías de 10 pintores flamencos contemporáneos", editado por "Flemish Art", Bruselas.